# Eleodes osculans
Eleodes osculans es una especie de escarabajo del género Eleodes, tribu Amphidorini, familia Tenebrionidae. Fue descrita científicamente por LeConte en 1851, antiguamente referido como Cratidus osculans.
Se mantiene activa durante todos los meses del año, después de la puesta del sol o durante el día si la temperatura es suficientemente baja.

## Descripción
Mide 12-16 milímetros de longitud.Su exoesqueleto negro y rectangular está cubierto en vellos largos de color marrón rojizo.

## Distribución y hábitat
Se distribuye por Estados Unidos y México, donde habita en áreas boscosas, bioma chaparral y áreas leñosas, alimentándose con insectos y detritos vegetales.
Han encontrado especímenes de E. osculans enterrados en varios depósitos de asfalto en California, incluso en los pozos de asfalto de La Brea, fechados a la época Pleistocena.